# Louis Delbor
Louis Delbor fou un ciclista amateur francès. Es va especialitzar en la pista. Va guanyar una medalla de plata al Campionat del món de Mig fons de 1910, per darrere del belga Henri Hens.